# Pione
In fisica delle particelle con il termine pione, o mesone π («mesone Pi» è un calco del termine inglese pi meson), si indica un gruppo di tre mesoni leggeri formati dalle combinazioni di un quark e un antiquark, entrambi di prima generazione (u e d). I simboli dei tre pioni sono: π+, π0, π−(ad apice, per ciascuno è evidenziata la carica elettrica). Sono particelle instabili, soggette a decadimento tramite interazione debole (π±) o elettromagnetica (π0).
Allo stato virtuale il pione è la particella che viene scambiata nell'interazione nucleare forte fra nucleoni.
Il pione fu il primo mesone ad essere teorizzato nel 1935 da Hideki Yukawa. La «particella di Yukawa» venne scoperta sperimentalmente nel 1947 da Cesar Lattes, Giuseppe Occhialini, Hugh Muirhead e Cecil Powell nei raggi cosmici.

## Proprietà
I pioni hanno spin pari a zero (come tutti i mesoni sono bosoni) e sono composti di quark di prima generazione. Un quark up e un antiquark down formano un π+ (ud), un down e un anti-up formano un π−(ud), la sua antiparticella. Combinazioni di up e anti-up, o down e anti-down, sono entrambe neutre, ma, poiché hanno gli stessi numeri quantici, si trovano solo in una combinazione di stati. La combinazione con minore energia è il π0, che è antiparticella di se stesso ed è formato da una combinazione neutra di quark up e down (uu, dd). Insieme, i pioni formano un tripletto di isospin; ogni pione ha isospin 1 ({\displaystyle I=1}) e la terza componente dell'isospin è uguale alla carica
({\displaystyle I_{z}=+1;0;-1}).
I π+ e i π− possono combinarsi per formare un atomo esotico chiamato pionio, se vengono creati l'uno vicino all'altro con un basso momento relativo.
Il mesone π± ha una massa di 139,6 MeV/c2 e una vita media di 2,6×10−8 secondi.
Il mesone π0 ha massa 135,0 MeV/c2 e una vita media di 8,4×10−17 secondi.

## Decadimento

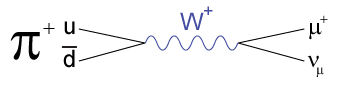
Diagramma di Feynman del decadimento pionico principale.

Il decadimento principale (probabilità 99,9877%) per il pione carico (π±) ha come prodotti un muone e il suo neutrino:
{\displaystyle \pi ^{+}\to \mu ^{+}+\nu _{\mu },~~~\pi ^{-}\to \mu ^{-}+{\bar {\nu }}_{\mu }.}
Il secondo tipo di decadimento (0,0123%) è in elettrone e il suo neutrino:
{\displaystyle \pi ^{+}\to e^{+}+\nu _{e},~~~\pi ^{-}\to e^{-}+{\bar {\nu }}_{e}.}
Il decadimento principale (98,798%) per il pione neutro (π0) è in due fotoni:
{\displaystyle \pi ^{0}\to 2\gamma }.
Il secondo decadimento più importante (1,198%) è chiamato decadimento Dalitz in un fotone e una coppia elettrone-positrone:
{\displaystyle \pi ^{0}\to \gamma +e^{+}+e^{-}}.

## Previsione teorica della massa
Nel 1935 Yukawa ipotizzò l'esistenza del pione sulla base di un semplice ragionamento: l'interazione elettromagnetica, dovuta ad uno scambio di fotoni privi di massa, è a lungo raggio, mentre l'interazione nucleare avendo un raggio d'azione limitato (circa 1,3 fm) deve avere una particella mediatrice dotata di massa. Il fisico giapponese cercò quindi di prevederne la misura.
Ora, la lunghezza d'onda di de Broglie per esempio per il protone corrisponde al suo raggio classico:
{\displaystyle {\frac {\hbar }{m_{p}c_{0}}}=0,2fm}
si potrebbe quindi pensare che la mediatrice dell'interazione nucleare debba avere raggio corrispondente al raggio nucleare:
{\displaystyle {\frac {\hbar }{m_{\pi }c_{0}}}=1,3fm}
Si prevede quindi una massa dell'ordine dei 140 MeV, compatibile con i dati sperimentali.
A questa stima si arriva anche passando per il principio di indeterminazione di Heisenberg, nella forma:
{\displaystyle \Delta E\Delta t\geq {\frac {\hbar }{2}}}
Niente, però, vieta ad una particella che ha energia e tempo caratteristici di essere prossimi all'azione elementare, per cui, detti:
{\displaystyle \Delta E=m_{\pi }c^{2}}
{\displaystyle \Delta t={\frac {1.3fm}{c}}}
si ottiene la relazione di cui sopra.
Il corrispondente potenziale, detto potenziale di Yukawa, è della forma:
{\displaystyle A\operatorname {\frac {e^{-{\frac {r}{1.3fm}}}}{r}} }